# Manuel Galbán
Manuel Hilario Galbán Torralbas (* 14. Januar 1931 in Gibara, Provinz Holguín; † 7. Juli 2011 in Havanna) war ein kubanischer Gitarrist und musikalischer Direktor des Vokalquartetts Los Zafiros, der weltweite Bekanntheit als Gitarrist des 1996 von Ry Cooder begründeten Musikprojekts Buena Vista Social Club erreichte.

## Leben
Galbán begann als Gitarrist und Tres-Spieler in diversen Lokalbands seiner Heimatstadt Gibara, in der Provinz Holguín. Seine professionelle Musikerkarriere initiierte er dort mit dem Orquesta Villa Blanca. 1956 ging er nach Havanna, auf der Suche nach besseren musikalischen Perspektiven. 1963 trat der Gitarrist Los Zafiros bei und wurde deren musikalischer Direktor. Das Vokalquartett war prägend für die kubanische Populärmusik der 1960er Jahre. 1972 verließ er die erfolgreiche Band (laut dem namhaften Pianisten Pedro “Peruchín” Justíz brauchten Los Zafiros zwei Gitarristen, um Galbán zu ersetzen) und gründete zwei Jahre später, 1974, die Band Batey, mit der er 23 Jahre arbeitete und als Gitarrist, Sänger und Pianist 60 Länder bereiste.
1994 wurde er Mitglied des vor allem in Spanien und Resteuropa erfolgreichen Quintetts Vieja Trova Santiaguera.
Insofern hatte sich Manuel Galbán schon längst einen Namen gemacht, erlangte allerdings die große, letztlich weltweite Bekanntheit, als er 1996 dem vom US-amerikanischen Musiker Ry Cooder gegründeten Musikprojekt Buena Vista Social Club beitrat. Galbán spielte dabei als Gitarrist an der Seite von anderen namhaften kubanischen Musikern wie Ibrahim Ferrer, Rubén González, Eliades Ochoa, Omara Portuondo sowie Compay Segundo. 2001 nahm er mit dem ebenfalls am Buena Vista Social Club beteiligten Bassisten Orlando "Cachaíto" López und anderen Musikern das Album Cachaíto auf.
2003 kam es zu einer weiteren Zusammenarbeit zwischen ihm und Ry Cooder, aus der das Album Mambo Sinuendo hervorging. Hierfür erhielten die beiden bei den Grammy Awards 2004 den Grammy für das beste Instrumentalalbum in der Kategorie Popmusik und lagen damit vor dem ebenfalls nominierten Album N.E.W.S von Prince. An Mambo Sinuendo waren unter anderem auch der Schlagzeuger Jim Keltner, der Congaspieler Miguel Angá Díaz sowie Cachaíto López beteiligt.
Bis zu seinem Tod infolge eines Herzinfarktes gehörte der Musiker dem Buena Vista Social Club an.
Seine Tochter, die Komponistin und Pianistin Magda Rosa Galbán, die gemeinsam mit ihrem Mann Juan Antonio Leyva v. a. Filmmusik schreibt, wirkte auch bei Manuel Galbáns letztem Album Blue Cha Cha mit, dessen Veröffentlichung im Jahr 2012 der Musiker nicht mehr miterleben konnte.